# Johann Philipp Sack
Johann Philipp Sack (Harzgerode, 11 de noviembre de 1722 - Berlín, 14 de septiembre de 1763) fue un organista y compositor alemán.
Fue maestro del Orfanato de Magdeburgo y organista de la Catedral de Berlín. En la capital alemana fundó la Musikübende Gesellschaff. Entre sus composiciones destacan piezas para piano y lieder, especialmente para estos últimos.
Sack fue uno de los primeros en escribir sobre tres pentagramas, reservando uno exclusivamente a la parte vocal.